# تناظر انتقالي
التناظر الانتقالي في الهندسة الرياضية هو لامتغيرية جسم أو مجموعة معادلات عندما يخضع لتحويل عام ما.